# 由起卓也
由起 卓也（）は、日本の元俳優。東宝に所属していた。妻は同じく東宝の女優だった佐渡絹代。
東宝の俳優であった加藤茂雄は、由起が入社した時は驚くほどの二枚目であったと述懐している。また、加藤が佐渡から聞いたところによれば、佐渡が以前に所属していた東京映画では由起は「白百合の君」と呼ばれ女優たちの間で噂になっていたという。

## 出演作品

### 映画
- さらばラバウル（1954年） - ラバウル兵
- 幽霊男（1954年） - ボーイ
- ゴジラシリーズ
  - ゴジラ（1954年） - 海上保安庁係員[5][3]
  - ゴジラの逆襲（1955年） - 南洋漁業KK社員・防衛隊員[要出典]
  - キングコング対ゴジラ（1962年） - 新聞記者[5]・つがるの乗客[要出典]
  - モスラ対ゴジラ（1964年） - 浜風ホテルのフロント[要出典]
  - 三大怪獣 地球最大の決戦（1964年） - 警察官・テレビの視聴者[要出典]
  - 怪獣大戦争（1965年） - 世界教育社社員（X星人）[要出典]
  - 怪獣総進撃（1968年） - 怪獣ランド技師[5][6][注釈 1]
  - ゴジラ対ヘドラ（1971年） - 通信員[1]
  - メカゴジラの逆襲（1975年） - 宇宙人D（ブラックホール第3惑星人）[1]
- 透明人間（1954年） - ナイトクラブの客・記者[要出典]
- 空の大怪獣ラドン（1956年） - 炭鉱職員[要出典]
- あらくれ（1957年）
- 地球防衛軍（1957年） - 代議士・カメラマン[要出典]
- 変身人間シリーズ
  - 美女と液体人間（1958年） - 記者[要出典]
  - ガス人間第一号（1960年） - 銀行員[要出典]
- 裸の大将（1958年） - 作品展のスタッフ
- 暗黒街の顔役（1959年） - ハイティーンのボーイ
- 暗黒街の弾痕（1961年） - 捕鯨砲練習所の所員
- モスラ（1961年） - 国立総合核センター所員[6]、アナウンサー[6]
- 世界大戦争（1961年） - 子供を迎えに来る父親・東京防衛司令部計算員[要出典]
- 黒い画集 第二話 寒流（1961年） - 比良野の従業員
- 妖星ゴラス（1962年） - 隼号計算員[6]
- 太平洋の翼（1963年） - 大和の分隊士・潜水艦の乗組員[要出典]
- 青島要塞爆撃命令（1963年） - 霊山島の島民[要出典]
- 海底軍艦（1963年） - タクシー転落現場の記者[要出典][注釈 1]
- 君も出世ができる（1964年） - 東和観光社員・お茶漬け屋の客・シャレードの客
- 宇宙大怪獣ドゴラ（1964年） - 鑑識課員[5][注釈 1]
- 太平洋奇跡の作戦 キスカ（1965年） - キスカ島の兵士[要出典]
- フランケンシュタイン対地底怪獣（1965年） - 広島衛戍病院職員・ホテルの従業員[要出典][注釈 1]
- クレージー映画
  - 大冒険（1965年） - 週刊トップの記者・司令室の警官[要出典]
  - クレージーだよ 奇想天外（1966年） - テレビディレクター
  - 日本一の男の中の男（1967年） - 丸菱造船営業部社員
- フランケンシュタインの怪獣 サンダ対ガイラ（1966年） - 喜田教授の助手[要出典][注釈 1]
- キングコングの逆襲（1967年） - ジェットヘリ操縦士（ドクター・フーの手下）
- 連合艦隊司令長官 山本五十六（1968年） - 飛龍の艦橋見張員[要出典]
- 緯度0大作戦（1969年） - 岡田博士の助手[要出典]
- 狼の紋章（1973年） - 博徳学園高校の教師[要出典]
- 人間革命（1973年）

### テレビ
- 大忠臣蔵（1971年）
- 流星人間ゾーン（1973年）
- 太陽にほえろ!（1973年）
  - 第44話「闇に向って撃て」
  - 第48話「影への挑戦」
  - 第54話「汚れなき刑事魂」 - 小金井四郎
  - 第64話「子供の宝・大人の夢」